# Piotr Wąż
Piotr Henryk Wąż – polski fizyk, dr hab. nauk o zdrowiu, profesor Katedry Medycyny Nuklearnej i Informatyki Radiologicznej Wydziału Nauk o Zdrowiu z Instytutem Medycyny Morskiej i Tropikalnej Gdańskiego Uniwersytetu Medycznego.

## Życiorys
10 kwietnia 2002 obronił pracę doktorską Analityczna teoria ruchu Fobosa, 15 grudnia 2016 habilitował się na podstawie pracy zatytułowanej Nowe metody bioinformatyczne i ich potencjalne zastosowania w naukach biomedycznych i naukach o zdrowiu. 11 maja 2020 nadano mu tytuł profesora w zakresie nauk medycznych i nauk o zdrowiu. Pracował w Centrum Astronomii na Wydziale Fizyki, Astronomii i Informatyki Stosowanej Uniwersytetu Mikołaja Kopernika w Toruniu.
Został zatrudniony na stanowisku adiunkta w Katedrze Medycyny Nuklearnej i Informatyki na Wydziale Nauk o Zdrowiu z Oddziałem Pielęgniarstwa i Instytutem Medycyny Morskiej i Tropikalnej Gdańskiego Uniwersytetu Medycznego, oraz prodziekana ds. dydaktycznych Wydziału Nauk o Zdrowiu GUMed.
Jest profesorem katedry Medycyny Nuklearnej i Informatyki Radiologicznej Wydziału Nauk o Zdrowiu z Instytutem Medycyny Morskiej i Tropikalnej Gdańskiego Uniwersytetu Medycznego.